# Вавилин, Алексей Сергеевич
Алексей Сергеевич Вавилин (26 февраля 1923 — 28 августа 1943) — лейтенант Рабоче-крестьянской Красной армии, участник Великой Отечественной войны, Герой Советского Союза (1943).

## Биография
Алексей Вавилин родился 26 февраля 1923 года в деревне Дёмино (ныне — Пермский край) в рабочей семье. Проживал в посёлке Дедюхино, который в 1932 году вошёл в состав города Березники, по адресу: улица Коммуны, дом 12. Окончил неполную среднюю школу, после чего работал котельщиком на местном азотнотуковом заводе. В 1942 году Вавилин был призван на службу в Рабоче-крестьянскую Красную армию. С июня того же года — на фронтах Великой Отечественной войны. В 1943 году он окончил курсы младших лейтенантов. К августу 1943 года лейтенант Алексей Вавилин командовал ротой 1-го батальона 1087-го стрелкового полка 322-й стрелковой дивизии 13-й армии Центрального фронта. Отличился во время освобождения Курской области.
28 августа 1943 года во время боя за деревню Лобки Хомутовского района Вавилин со своей ротой совершил обходной манёвр и штурмом выбил противника из деревни. Поднимая в контратаку своих бойцов, Вавилин погиб. Действия Вавилина и его роты обеспечили успех наступления всего полка. Вавилин был похоронен на месте боя в деревне Лобки, позднее его перезахоронили в селе Прилепы.
Указом Президиума Верховного Совета СССР от 16 октября 1943 года за «образцовое выполнение боевых заданий командования и проявленные при этом геройство и мужество» лейтенант Алексей Вавилин посмертно был удостоен высокого звания Героя Советского Союза. Также был награждён орденами Ленина и Красной Звезды. В честь Вавилина названа улица в родной деревне, Березниках, а так же в Перми. На месте боя в деревне Лобки установлен обелиск.

## Воспоминания современников
«Отражая врага огнём с места, Вавилин незаметно сосредоточил большую часть своих сил в ложбине, на правом фланге. Когда немцы снова поднялись в атаку, лейтенант выхватил пистолет и сам повел эту группу в рукопашную. Гитлеровцы не ожидали схватки лицом к лицу, но волей-неволей приняли её. В кровавой стычке Вавилин лично застрелил в упор четверых фашистов, в том числе одного офицера. Не выдержав яростного удара, немцы бросились наутек, оставив позади горы трупов. Но эти минуты ликования были уже последними для смертельно раненного командира 1 стрелковой роты. Родина отметила его доблесть высшей воинской наградой — Золотой Звездой Героя.»— Герой Советского Союза генерал армии П. Н. Лащенко Из боя — в бой. — М.: Воениздат, 1972. — С. 55.